# Joseph Ory
Pour les articles homonymes, voir Ory.
Joseph Ory né le 12 septembre 1852 à Feurs (Loire) et décédé le 4 février 1921 dans cette même ville, était vétérinaire, député de la Loire de 1903 à 1910 et deux fois maire de Feurs, de 1900 à 1904 puis de 1908 à 1912. Il est fait « chevalier du Mérite agricole ». 
Un buste à son effigie se trouve placé dans le parc communal de la ville de Feurs. En dessous de ce  buste  figure l'inscription suivante : « Président de l’association des vétérinaires de la Loire, fondateur du syndicat agricole de Feurs-Civens et des syndicats agricoles régionaux. Construction du premier réseau des égouts, de l’adduction de l’eau, de l’installation électrique, de l’abattoir communal. Projet de reconstruction du pont sur la Loire. »

## Sources
- « Joseph Ory », dans le Dictionnaire des parlementaires français (1889-1940), sous la direction de Jean Jolly, PUF, 1960 [détail de l’édition]